# دستگاه درون‌ریز
دستگاه درون‌ریز (به انگلیسی: Endocrine System)، دستگاه پیام‌رسان شیمیایی، مشکل از حلقه‌های پس-خورد (فیدبک) از هورمون‌هایی است که از غدد درونی جانداران، مستقیماً به دستگاه گردشی رها شده، و بدین طریق اعضای دور از خود را تنظیم می‌کند. در مهره‌داران، هیپوتالاموس، مرکز کنترل عصبی کل دستگاه درون‌ریز است. در انسان‌ها، غدد درون‌ریز اصلی، غده تیروئید و غدد آدرنالی اند. مطالعه دستگاه درون‌ریز و اختلالاتش را اندوکرینولوژی (شناخت دستگاه درون‌ریز) می‌نامند. اندوکرینولوژی شاخه ای از طب داخلیست
به‌طور کلی
دستگاه درون ریز شامل: (یاخته‌ها)(غدد درون‌ریز) و (هورمون‌ها): هورمون گاسترین و سکرتین در معده و دوازدهه است.
غددی که به‌طور متوالی به هم پیام‌رسانی می‌کنند را اغلب یک محور می‌نامند، همچون محور هیپوتالاموس-هیپوفیزی-آدرنالی. به علاوه اعضای درون‌ریز تخصص یافته که در بالا ذکر شدند، بسیاری از اعضایی که خود بخشی از دستگاه‌های دیگر بدن هستند نیز دارای عملکردهای ثانویه درون‌ریز می‌باشند. چنین اعضایی شامل این موارد اند: استخوان، کلیه، کبد، قلب و غدد جنسی. به عنوان مثال، کلیه، هورمون درون‌ریز اریتروپوئیتین ترشح می‌کند. هورمون‌ها ممکن است کامپلکس‌هایی از آمینواسیدها، استروئیدها، ایکوزانوئیدها، لکوترین‌ها یا پروستاگلاندین‌ها باشند.
دستگاه درون‌ریز را می‌توان هم با غدد برون‌ریز که هورمون‌هایی را بیرون از بدن ترشح می‌کنند مقایسه کرد، هم با پیام‌رسانی پاراکراین بین سلول‌هایی که از هم فاصله کمی دارند. غدد درون‌ریز هیچ مجرایی نداشه، عروقی بوده و اغلب دارای واکوئل‌ها یا دانه‌هایی اند که در آن‌ها هورمون‌هایشان را ذخیره می‌کنند. در مقایسه، غدد برون‌ریزی چون غدد بزاقی، غدد عرق، و غدد درون لوله گوارشی، عروق کمتری داشته و به جای آن، مجراها یا حفره لومن دارند.
کلمه endocrine از لاتین جدید و از یونانی باستان ἔνδον با تلفظ endon به معنای «درون، توی» و کلمه εκκρινω با تلفظ ekrīnō مشتق می‌شود.